# Дамјане
Дамјане (алб. Damjan) је насељено место у општини Ђаковица, на Косову и Метохији. Према попису становништва из 2011. у насељу је живело 5.133 становника.

## Становништво
Према попису из 2011. године, Дамјане има следећи етнички састав становништва:
| Националност | 2011.          |
| Албанци      | 5.126 (99,86%) |
| Бошњаци      | 1 (0,02%)      |
| недоступно   | 6 (0,12%)      |
| Укупно       | 5.133          |

| Демографија | Демографија | Демографија |
| Година      | Становника  | Становника  |
| ----------- | ----------- | ----------- |
| 1948.       | 1.256       |             |
| 1953.       | 1.393       |             |
| 1961.       | 1.683       |             |
| 1971.       | 2.279       |             |
| 1981.       | 3.077       |             |
| 1991.       | 3.519       |             |
| 2011.       | 5.133       |             |